# Catasetum stenoglossum
Catasetum stenoglossum är en orkidéart som beskrevs av Guido Frederico João Pabst. Catasetum stenoglossum ingår i släktet Catasetum och familjen orkidéer. Inga underarter finns listade i Catalogue of Life.